# 高野征也
髙野 征也（たかの せいや、1989年1月9日 - ）は、日本のセパタクロー選手。
同日本代表のキャプテン・エース。広島県広島市出身。
山陽高校から拓殖大学に進んだ。
ゼビオナビゲーターズネットワーク株式会社　所属
セパタクロー歴12年目
ポジション：フィダー（トサ―）

## 戦績
2010年　広州アジア競技大会 チーム戦　銅メダル
2014年　仁川アジア競技大会　ダブルス　銅メダル
2016年　全日本オープン　優勝
2017年　全日本選手権　優勝
2018　ジャカルタ・パレンバン　アジア競技大会　クワッド種目　銀メダル、チームダブル　銅メダル
2018年　全日本オープン　優勝
大学卒業後はゼビオに入社している。